# Creglingen

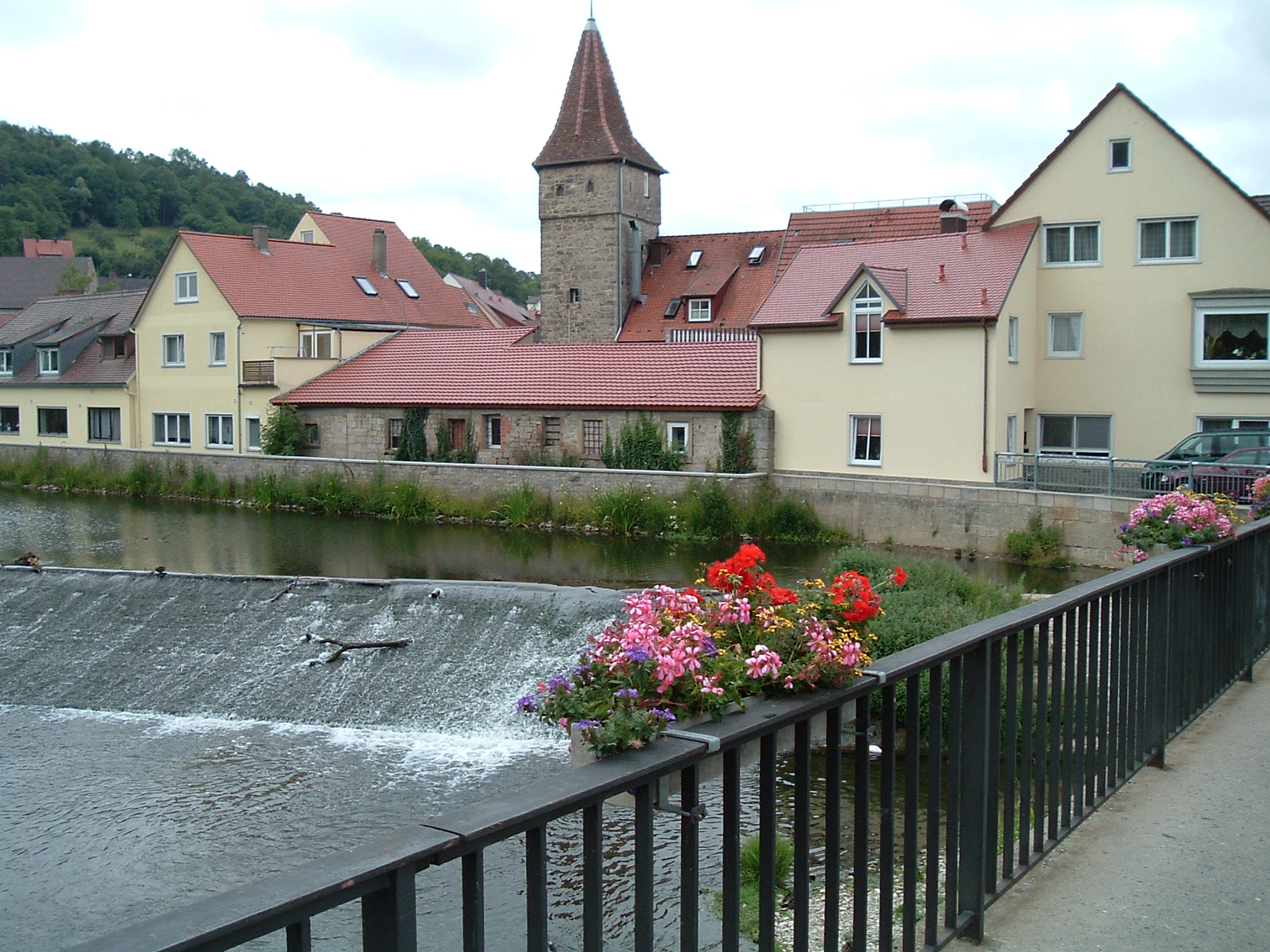

 Creglingen (pronunciación en alemán: /ˈkʁeːɡlɪŋən/ⓘ) es una localidad del distrito de Meno-Tauber en Baden-Wurtemberg, Alemania, fundada por los celtas entre 200 y 100 a. C. y nombrada villa por Carlos IV de Luxemburgo en 1349.

## Distritos
La ciudad está formada por los siguientes distritos: Archshofen, Blumweiler, Craintal, Creglingen, Finsterlohr, Frauental, Freudenbach, Münster, Niederrimbach, Oberrimbach, Reinsbronn, Schmerbach y Waldmannshofen.